# سائد أبو سليم
سائد عبد الرحيم محمد أبو سليم (2 سيبتمبر 1982 – 17 يوليو 2024) هو لاعب محترف في كرة القدم يلقب بالسد العالي. لعب ضمن عدة نواد محلية فلسطينية لكرة القدم وكان آخرها حارسًا لمرمى نادي شباب الخليل الرياضي. أمضى عدة سنوات أسيرًا فلسطينيًا في سجون الاحتلال الإسرائيلي، وعمل لدى قوات الأمن الوطني الفلسطيني.

## حياته
وُلد في مدينة نابلس لأسرة فلسطينية تسكن مخيم بلاطة لجأت من بئر السبع عام 1948 جراء النكبة.
درس المرحلتين الأساسية الابتدائية والاعدادية في مدارس الوكالة بالمخيم.

### المسيرة الرياضية
بدأ مسيرته لاعبًا لكرة القدم في مركز شباب بلاطة، وحصل على العديد من الجوائز.
انتقل بعد ذلك في 2012/9/29 إلى نادي هلال القدس ثم بتاريخ 2013/1/12 إلى مركز شباب الأمعري، ثم وبتاريخ 2013/6/22 انتقل من جديد إلى مركز شباب بلاطة. في 2014/5/30 انتقل إلى ثقافي طولكرم.
بدء في 1 / 6 / 2015 عقده مع نادي شباب الخليل الرياضي( العميد ) إلى عام 2024.
شارك في عدة بطولات واحرز العديد من الجوائز خلال مسيرته الرياضية وشارك في المنتخب الوطني الفلسطيني

## مقتله
تعرض لضرب شديد قرب بلدة عورتا جنوب شرق محافظة نابلس شمال الضفة الغربية مساء 17 يوليو 2024، نقل إثرها إلى مستشفى رفيديا الجراحي الحكومي في مدينة نابلس وأُدخل إلى قسم العناية المكثفة، لاحقًا أعلن الأطباء وفاته.